# Hypena griveaudi
Hypena griveaudi là một loài bướm đêm trong họ Erebidae.